# Ácido teluroso
El ácido teluroso es un compuesto químico. También es un ácido. Su fórmula química es H2TeO3. Contiene iones de hidrógeno y telurita. Se puede hacer reaccionando dióxido de telurio con agua. No se hace tan fácilmente como el ácido telúrico. 
Es un agente oxidante débil y un agente reductor débil. Se convierte fácilmente en dióxido de telurio y agua. Es un ácido débil. Reacciona con bases para hacer teluritas.